# Isochilus oaxacanus
Isochilus oaxacanus är en orkidéart som beskrevs av Gerardo A. Salazar och Soto Arenas. Isochilus oaxacanus ingår i släktet Isochilus och familjen orkidéer. Inga underarter finns listade i Catalogue of Life.